# Flottsund

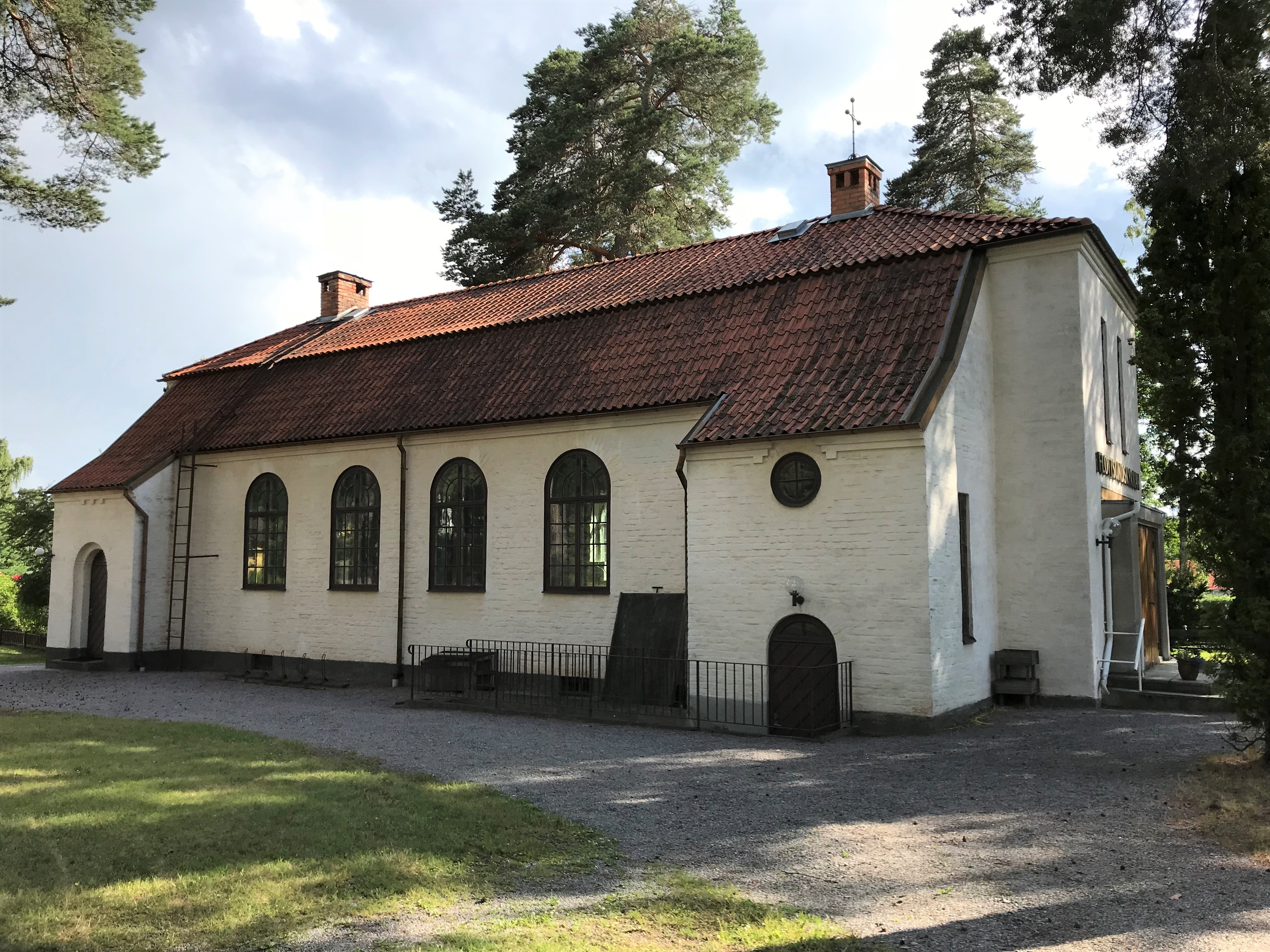
Flottsundskyrkan i juli 2019.

Flottsund kallas området i södra Uppsala (Sunnersta) där Fyrisån rinner ut i Ekoln (del av Mälaren).
Flottsundsbron sammanbinder Dag Hammarskjölds väg med gamla Stockholmsvägen (nuvarande länsväg 255). Intill Flottsundsbron finns det gamla brofästen från en tidigare bro. 
Cirka 200 meter söder om Flottsundsbron finns den så kallade Kungseken.
Vid slutet av järnåldern fanns en smal passage sjövägen från Ekoln upp mot Uppsala. Sunnersta fornborg ligger placerad på höjden ovanför denna passage. Rikligt med hålvägar visar att passagen varit flitigt använd under långa tider. Broförbindelse och flottpassage har omväxlande funnits här - flera broar har förstörts i samband med stark vårflod i Fyrisån.
Från 1818 fanns en brygga och en station för ångbåtstrafiken Uppsala-Sigtuna-Stockholm. Ett gästgiveri fanns även här sedan gammalt. I början på 1900-talet tillkom en omfattande villabebyggelse i Flottsund på mark som tidigare tillhört Sunnersta säteri.
I närheten finns även Flottsundskyrkan, en kyrka tillhörande Equmeniakyrkan, byggd 1919.